# Karlsruher Sport-Club Mühlburg-Phönix 2020-2021
Questa voce raccoglie le informazioni riguardanti il Karlsruher Sport-Club Mühlburg-Phönix nelle competizioni ufficiali della stagione 2020-2021.

## Stagione
Nella stagione 2020-2021 il Karlsruhe, allenato da Christian Eichner, concluse il campionato di 2. Bundesliga al 6º posto. In Coppa di Germania il Karlsruhe fu eliminato al primo turno dall'Union Berlino.

## Rosa
| N. |                          | Ruolo | Calciatore      |
| -- | ------------------------ | ----- | --------------- |
| 1  | Austria (bandiera)       | P     | Markus Kuster   |
| 2  | Germania (bandiera)      | D     | Sebastian Jung  |
| 3  | Giamaica (bandiera)      | D     | Daniel Gordon   |
| 4  | Germania (bandiera)      | C     | Lukas Fröde     |
| 5  | Germania (bandiera)      | D     | David Pisot     |
| 6  | Austria (bandiera)       | D     | Kevin Wimmer    |
| 7  | Germania (bandiera)      | C     | Marc Lorenz     |
| 8  | Germania (bandiera)      | C     | Jérôme Gondorf  |
| 9  | Inghilterra (bandiera)   | C     | Xavier Amaechi  |
| 10 | Germania (bandiera)      | C     | Marvin Wanitzek |
| 11 | Corea del Sud (bandiera) | C     | Choi Kyoung-rok |
| 15 | Germania (bandiera)      | A     | Dejan Galjen    |
| 16 | Germania (bandiera)      | D     | Philip Heise    |
| 18 | Germania (bandiera)      | C     | David Trivunić  |
| 19 | Germania (bandiera)      | A     | Dominik Kother  |
| 20 | Germania (bandiera)      | D     | Alexander Groiß |

| N. |                        | Ruolo | Calciatore       |
| -- | ---------------------- | ----- | ---------------- |
| 21 | Germania (bandiera)    | D     | Marco Thiede     |
| 22 | Austria (bandiera)     | D     | Christoph Kobald |
| 23 | Lussemburgo (bandiera) | D     | Dirk Carlson     |
| 24 | Senegal (bandiera)     | A     | Babacar Gueye    |
| 25 | Germania (bandiera)    | C     | Janis Hanek      |
| 27 | Germania (bandiera)    | D     | Marlon Dinger    |
| 28 | Germania (bandiera)    | P     | Paul Löhr        |
| 31 | Turchia (bandiera)     | A     | Malik Batmaz     |
| 32 | Germania (bandiera)    | D     | Robin Bormuth    |
| 33 | Germania (bandiera)    | A     | Philipp Hofmann  |
| 34 | Germania (bandiera)    | D     | Jannis Rabold    |
| 35 | Germania (bandiera)    | P     | Marius Gersbeck  |
| 37 | Germania (bandiera)    | D     | Bastian Allgeier |
| 38 | Germania (bandiera)    | C     | Tim Breithaupt   |
| 39 | Germania (bandiera)    | C     | Benjamin Goller  |

## Organigramma societario
Area tecnica
- Allenatore: Christian Eichner
- Allenatore in seconda: Zlatan Bajramović
- Preparatore dei portieri: Markus Miller
- Preparatori atletici: Florian Böckler

## Calciomercato

### Sessione estiva
| Acquisti | Acquisti        | Acquisti               | Acquisti |
| R.       | Nome            | da                     | Modalità |
| -------- | --------------- | ---------------------- | -------- |
| D        | Sebastian Jung  | Sconosciuta            |          |
| D        | Philip Heise    | Norwich City           |          |
| D        | Robin Bormuth   | Fortuna Düsseldorf     |          |
| D        | Jannis Rabold   | Karlsruhe U19          |          |
| C        | Benjamin Goller | Werder Brema           |          |
| P        | Markus Kuster   | Mattersburg            |          |
| A        | Marvin Pourié   | Eintracht Braunschweig |          |
| A        | Malik Batmaz    | Stoccarda II           |          |
| D        | Tim Kircher     | Carl Zeiss Jena        |          |
| P        | Paul Löhr       | Karlsruhe U19          |          |

| Cessioni | Cessioni       | Cessioni        | Cessioni |
| R.       | Nome           | a               | Modalità |
| -------- | -------------- | --------------- | -------- |
| D        | Marlon Dinger  | 1. FC Bruchsal  |          |
| P        | Sven Müller    | Hallescher      |          |
| P        | Mario Schragl  | Sonnenhof G.    |          |
| A        | Marvin Pourié  | Kaiserslautern  |          |
| C        | Burak Çamoğlu  | Hatayspor       |          |
| A        | Martin Röser   | Lubecca         |          |
| C        | Justin Möbius  | Preußen Münster |          |
| D        | Tim Kircher    | Lubecca         |          |
| D        | Damian Roßbach | Hansa Rostock   |          |
| A        | Anton Fink     | Ulma            |          |

### Sessione invernale
| Acquisti | Acquisti       | Acquisti   | Acquisti |
| R.       | Nome           | da         | Modalità |
| -------- | -------------- | ---------- | -------- |
| D        | Kevin Wimmer   | Stoke City |          |
| C        | Xavier Amaechi | Amburgo    |          |

| Cessioni | Cessioni | Cessioni | Cessioni |
| R.       | Nome     | a        | Modalità |
| -------- | -------- | -------- | -------- |

## Risultati

### 2. Bundesliga

#### Girone di andata
| Arbitro: | Stieler |

|                      |           |  |
| Kaiser 25’ Maina 85’ | Marcatori |  |

| Arbitro: | Fritz |

|  |           |            |
|  | Marcatori | 14’ Zoller |

| Arbitro: | Koslowski |

|            |           |  |
| Albers 44’ | Marcatori |  |

| Arbitro: | Willenborg |

|                                  |           |  |
| Hofmann 3’ Kother 30’ Kobald 46’ | Marcatori |  |

| Arbitro: | Osmers |

|               |           |              |
| Lohkemper 15’ | Marcatori | 53’ Wanitzek |

| Arbitro: | Aarnink |

|                                      |           |                                             |
| Hofmann 22’, 81’ Wanitzek 44’ (rig.) | Marcatori | 9’, 90’ (rig.) Kempe 65’ Pálsson 77’ Dursun |

| Arbitro: | Sather |

|  |           |                                   |
|  | Marcatori | 4’ Thiede 50’ Gondorf 76’ Hofmann |

| Arbitro: | Hanslbauer |

|                |           |                                          |
| Proschwitz 31’ | Marcatori | 14’ (aut.) Ziegele 18’ Wanitzek 63’ Choi |

| Arbitro: | Bacher |

|           |           |  |
| Gordon 7’ | Marcatori |  |

| Arbitro: | Ittrich |

|              |           |                        |
| Beermann 28’ | Marcatori | 77’ Kother 89’ Hofmann |

| Arbitro: | Reichel |

|                    |           |                         |
| Hofmann 72’ (rig.) | Marcatori | 12’ Krajnc 57’ Peterson |

| Arbitro: | Alt |

|                                           |           |            |
| Krüger 2’ Testroet 19’, 51’ Zulechner 89’ | Marcatori | 58’ Goller |

| Arbitro: | Günsch |

|             |           |                      |
| Hofmann 14’ | Marcatori | 3’ Jatta 82’ Terodde |

| Arbitro: | Cortus |

|                                       |           |                                          |
| Wanitzek 32’ (aut.) Kobald 67’ (aut.) | Marcatori | 12’ Goller 28’, 44’ Wanitzek 48’ Gondorf |

| Arbitro: | Gerach |

|                            |           |                       |
| Goller 2’, 45’ Hofmann 84’ | Marcatori | 23’ Nielsen 28’ Ernst |

| Arbitro: | Koslowski |

|                |           |                                 |
| Serra 60’, 77’ | Marcatori | 6’ Heise 45’ Thiede 85’ Bormuth |

| Arbitro: | Alt |

|            |           |                |
| Bormuth 6’ | Marcatori | 60’ Kühlwetter |

#### Girone di ritorno
| Arbitro: | Petersen |

|                      |           |  |
| Schindler 65’ (aut.) | Marcatori |  |

| Arbitro: | Günsch |

|             |           |                         |
| Losilla 55’ | Marcatori | 14’ Bormuth 84’ Gondorf |

| Karlsruhe 7 febbraio 2021, ore 13:30 CET 20ª giornata | Karlsruhe | 0 – 0 referto | Jahn Ratisbona | Wildparkstadion (0 spett.)\| Arbitro: \| Kampka \| |
| Arbitro:                                              | Kampka    |               |                |                                                    |

| Arbitro: | Brych |

|                         |           |                           |
| Behrens 30’ Schmidt 40’ | Marcatori | 46’ Hofmann 53’, 76’ Choi |

| Arbitro: | Dankert |

|  |           |           |
|  | Marcatori | 90’ Dæhli |

| Arbitro: | Hanslbauer |

|  |           |          |
|  | Marcatori | 52’ Choi |

| Karlsruhe 6 marzo 2021, ore 13:00 CET 24ª giornata | Karlsruhe | 0 – 0 referto | St. Pauli | Wildparkstadion (0 spett.)\| Arbitro: \| Dingert \| |
| Arbitro:                                           | Dingert   |               |           |                                                     |

| Karlsruhe 14 marzo 2021, ore 13:30 CET 25ª giornata | Karlsruhe | 0 – 0 referto | Eintracht Braunschweig | Wildparkstadion (0 spett.)\| Arbitro: \| Heft \| |
| Arbitro:                                            | Heft      |               |                        |                                                  |

| Arbitro: | Osmers |

|                        |           |                      |
| Srbeny 53’ Führich 69’ | Marcatori | 2’ Hofmann 90’ Gueye |

| Arbitro: | Lechner |

|  |           |            |
|  | Marcatori | 49’ Santos |

| Arbitro: | Alt |

|                                                |           |                                     |
| Kownacki 35’ (rig.) Borrello 73’ Appelkamp 90’ | Marcatori | 9’ (aut.) Danso 80’ (rig.) Wanitzek |

| Karlsruhe 26 aprile 2021, ore 18:00 CEST 29ª giornata | Karlsruhe | 0 – 0 referto | Erzgebirge Aue | Wildparkstadion (0 spett.)\| Arbitro: \| Thomsen \| |
| Arbitro:                                              | Thomsen   |               |                |                                                     |

| Arbitro: | Waschitzki-Günther |

|             |           |            |
| Terodde 56’ | Marcatori | 57’ Gordon |

| Arbitro: | Kampka |

|                     |           |                         |
| Choi 26’ Kother 45’ | Marcatori | 36’ Pieringer 90’ Dietz |

| Arbitro: | Schröder |

|                               |           |                       |
| Nielsen 26’ Hrgota 70’ (rig.) | Marcatori | 4’ Hofmann 36’ Thiede |

| Arbitro: | Hartmann |

|                             |           |                              |
| Batmaz 52’ Hofmann 61’, 76’ | Marcatori | 41’ Serra 84’ (rig.) Mühling |

| Arbitro: | Heft |

|              |           |                       |
| Schimmer 80’ | Marcatori | 39’ Bormuth 56’ Gueye |

### Coppa di Germania
| Arbitro: | Cortus |

|  |           |                    |
|  | Marcatori | 118’ Schlotterbeck |

## Statistiche

### Statistiche di squadra
| Competizione      | Punti | In casa | In casa | In casa | In casa | In casa | In casa | In trasferta | In trasferta | In trasferta | In trasferta | In trasferta | In trasferta | Totale | Totale | Totale | Totale | Totale | Totale | DR |
| Competizione      | Punti | G       | V       | N       | P       | Gf      | Gs      | G            | V            | N            | P            | Gf           | Gs           | G      | V      | N      | P      | Gf     | Gs     | DR |
| ----------------- | ----- | ------- | ------- | ------- | ------- | ------- | ------- | ------------ | ------------ | ------------ | ------------ | ------------ | ------------ | ------ | ------ | ------ | ------ | ------ | ------ | -- |
| 2. Bundesliga     | 52    | 17      | 5       | 6       | 6       | 19      | 18      | 17           | 9            | 4            | 4            | 32           | 26           | 34     | 14     | 10     | 10     | 51     | 44     | +7 |
| Coppa di Germania | -     | 1       | 0       | 0       | 1       | 0       | 1       | 0            | 0            | 0            | 0            | 0            | 0            | 1      | 0      | 0      | 1      | 0      | 1      | -1 |
| Totale            | 52    | 18      | 5       | 6       | 7       | 19      | 19      | 17           | 9            | 4            | 4            | 32           | 26           | 35     | 14     | 10     | 11     | 51     | 45     | +6 |

### Andamento in campionato
| Giornata  | 1  | 2  | 3  | 4  | 5  | 6  | 7  | 8 | 9 | 10 | 11 | 12 | 13 | 14 | 15 | 16 | 17 | 18 | 19 | 20 | 21 | 22 | 23 | 24 | 25 | 26 | 27 | 28 | 29 | 30 | 31 | 32 | 33 | 34 |
| --------- | -- | -- | -- | -- | -- | -- | -- | - | - | -- | -- | -- | -- | -- | -- | -- | -- | -- | -- | -- | -- | -- | -- | -- | -- | -- | -- | -- | -- | -- | -- | -- | -- | -- |
| Luogo     | T  | C  | T  | C  | T  | C  | T  | T | C | T  | C  | T  | C  | T  | C  | T  | C  | C  | T  | C  | T  | C  | T  | C  | C  | T  | C  | T  | C  | T  | C  | T  | C  | T  |
| Risultato | P  | P  | P  | V  | N  | P  | V  | V | V | V  | P  | P  | P  | V  | V  | V  | N  | V  | V  | N  | V  | P  | V  | N  | N  | N  | P  | P  | N  | N  | N  | N  | V  | V  |
| Posizione | 16 | 17 | 18 | 17 | 15 | 17 | 15 | 9 | 8 | 5  | 9  | 10 | 14 | 10 | 8  | 6  | 7  | 6  | 5  | 5  | 5  | 5  | 5  | 5  | 6  | 5  | 6  | 7  | 8  | 7  | 8  | 9  | 7  | 6  |

Legenda:

Luogo: C = Casa; T = Trasferta. Risultato: V = Vittoria; N = Pareggio; P = Sconfitta.

### Statistiche dei giocatori
| Giocatore     | 2. Bundesliga | 2. Bundesliga | 2. Bundesliga | 2. Bundesliga | Coppa di Germania | Coppa di Germania | Coppa di Germania | Coppa di Germania | Totale   | Totale | Totale      | Totale     |
| Giocatore     | Presenze      | Reti          | Ammonizioni   | Espulsioni    | Presenze          | Reti              | Ammonizioni       | Espulsioni        | Presenze | Reti   | Ammonizioni | Espulsioni |
| ------------- | ------------- | ------------- | ------------- | ------------- | ----------------- | ----------------- | ----------------- | ----------------- | -------- | ------ | ----------- | ---------- |
| B. Allgeier   | 0             | 0             | 0             | 0             | 0                 | 0                 | 0                 | 0                 | 0        | 0      | 0           | 0          |
| X. Amaechi    | 7             | 0             | 0             | 0             | 0                 | 0                 | 0                 | 0                 | 7        | 0      | 0           | 0          |
| M. Batmaz     | 30            | 1             | 2             | 0             | 0                 | 0                 | 0                 | 0                 | 30       | 1      | 2           | 0          |
| R. Bormuth    | 27            | 4             | 8             | 0             | 1                 | 0                 | 0                 | 0                 | 28       | 4      | 8           | 0          |
| T. Breithaupt | 6             | 0             | 0             | 0             | 0                 | 0                 | 0                 | 0                 | 6        | 0      | 0           | 0          |
| D. Carlson    | 8             | 0             | 1             | 1             | 0                 | 0                 | 0                 | 0                 | 8        | 0      | 1           | 1          |
| K. Choi       | 24            | 5             | 2             | 0             | 0                 | 0                 | 0                 | 0                 | 24       | 5      | 2           | 0          |
| M. Dinger     | 1             | 0             | 0             | 0             | 0                 | 0                 | 0                 | 0                 | 1        | 0      | 0           | 0          |
| M. Djuričin   | 6             | 0             | 1             | 0             | 1                 | 0                 | 0                 | 0                 | 7        | 0      | 1           | 0          |
| L. Fröde      | 22            | 0             | 7             | 0             | 1                 | 0                 | 1                 | 0                 | 23       | 0      | 8           | 0          |
| D. Galjen     | 2             | 0             | 1             | 0             | 0                 | 0                 | 0                 | 0                 | 2        | 0      | 1           | 0          |
| M. Gersbeck   | 33            | 0             | 1             | 0             | 1                 | 0                 | 0                 | 0                 | 34       | 0      | 1           | 0          |
| B. Goller     | 27            | 4             | 2             | 0             | 1                 | 0                 | 0                 | 0                 | 28       | 4      | 2           | 0          |
| J. Gondorf    | 32            | 3             | 11            | 0             | 1                 | 0                 | 1                 | 0                 | 33       | 3      | 12          | 0          |
| D. Gordon     | 13            | 2             | 1             | 0             | 0                 | 0                 | 0                 | 0                 | 13       | 2      | 1           | 0          |
| A. Groiß      | 10            | 0             | 2             | 0             | 1                 | 0                 | 1                 | 0                 | 11       | 0      | 3           | 0          |
| B. Gueye      | 22            | 2             | 1             | 0             | 0                 | 0                 | 0                 | 0                 | 22       | 2      | 1           | 0          |
| J. Hanek      | 1             | 0             | 0             | 0             | 0                 | 0                 | 0                 | 0                 | 1        | 0      | 0           | 0          |
| P. Heise      | 29            | 1             | 7             | 1             | 1                 | 0                 | 0                 | 0                 | 30       | 1      | 7           | 1          |
| P. Hofmann    | 30            | 13            | 5             | 0             | 1                 | 0                 | 0                 | 0                 | 31       | 13     | 5           | 0          |
| S. Jung       | 7             | 0             | 0             | 0             | 0                 | 0                 | 0                 | 0                 | 7        | 0      | 0           | 0          |
| C. Kobald     | 33            | 1             | 1             | 1             | 1                 | 0                 | 0                 | 0                 | 34       | 1      | 1           | 1          |
| D. Kother     | 23            | 3             | 0             | 1             | 1                 | 0                 | 0                 | 0                 | 24       | 3      | 0           | 1          |
| M. Kuster     | 1             | 0             | 0             | 0             | 0                 | 0                 | 0                 | 0                 | 1        | 0      | 0           | 0          |
| M. Lorenz     | 28            | 0             | 3             | 0             | 1                 | 0                 | 0                 | 0                 | 29       | 0      | 3           | 0          |
| P. Löhr       | 1             | 0             | 0             | 0             | 0                 | 0                 | 0                 | 0                 | 1        | 0      | 0           | 0          |
| D. Pisot      | 1             | 0             | 1             | 0             | 1                 | 0                 | 0                 | 0                 | 2        | 0      | 1           | 0          |
| J. Rabold     | 3             | 0             | 0             | 0             | 0                 | 0                 | 0                 | 0                 | 3        | 0      | 0           | 0          |
| M. Thiede     | 33            | 3             | 3             | 0             | 1                 | 0                 | 0                 | 0                 | 34       | 3      | 3           | 0          |
| D. Trivunić   | 1             | 0             | 0             | 0             | 0                 | 0                 | 0                 | 0                 | 1        | 0      | 0           | 0          |
| M. Wanitzek   | 33            | 6             | 8             | 0             | 1                 | 0                 | 0                 | 0                 | 34       | 6      | 8           | 0          |
| K. Wimmer     | 10            | 0             | 3             | 0             | 0                 | 0                 | 0                 | 0                 | 10       | 0      | 3           | 0          |